# بومادران دماوندی
 بومادران دماوندی (نام علمی: Achillea aucheri  ) نام یک گونه از سرده بومادران است.